# ژان-کریستف سارنن
ژان-کریستُف سارنَن (به فرانسوی: Jean-Christophe Sarnin) (زادهٔ ۲ آوریل ۱۹۷۶) شناگر اهل فرانسه است.